# 1,3-dioxetaan
1,3-dioxetaan is een heterocyclische organische verbinding met als brutoformule C2H4O2. Door de aanwezigheid van 2 zuurstofatomen en de kleine bindingshoeken, heerst er een grote ringspanning in de structuur. 1,3-dioxetaan kan gezien worden als een cyclisch dimeer van formaldehyde.